# Мира Кожухарова
Мира Стефанова Кожухарова е българска лекарка, професор, специалистка по епидемиология и обществено здраве.

## Биография
Мира Кожухарова е родена на 17 януари 1950 г. в град Сливен. Завършва медицина във ВМИ в София като първенец на випуска през 1974 г. През периода 1974 – 1986 г. работи като преподавателка в Медицинския университет в София, катедра „Епидемиология“. През 1995 г. започва работа в НЦЗПБ, където се пенсионира през 2016 г. като негов заместник директор. Председател на Асоциацията на българските епидемиолози. Национален консултант по епидемиология на инфекциозните болести.
Защитава дисертационен труд и получава образователна и научна степен „доктор“ (тогава кандидат на науките) с тема „Изучение, заболеваемости гриппом и ОРЗ на промышленных предприятиях г. Софии и еффективности некоторых средств их профилактики“ в Москва. От 1991 г. е старши научен сътрудник ІІ степен (доцент), а от 2010 г. – старши научен сътрудник І степен (професор).